# Brando Benifei
Brando Maria Benifei, né le 1er janvier 1986 à La Spezia, est un homme politique italien, membre du Parti démocrate.

## Biographie
Le 25 mai 2014, il est élu député européen dans la circonscription d'Italie du Nord-Ouest, alors qu'il est le plus jeune candidat de son parti dans les cinq circonscriptions italiennes, avec 39 621 voix de préférence. Il devient alors membre de la Commission de l'emploi et des affaires sociales.
Il a étudié le droit à l'université de Bologne, a suivi son Erasmus à Londres et a étudié à la London School of Economics et à l'ISPI de Milan. En 2007, il est élu lors des primaires du Parti démocrate dans la liste « à gauche avec Veltroni », tête de liste à La Spezia.